# Дом на Моховой
Дом на Мохово́й — здание в центре Москвы на Моховой улице. Дом построен в 1934 году по проекту архитектора Ивана Жолтовского для сотрудников Моссовета. Строительство здания вызвало противоречивые отзывы и активную дискуссию среди архитекторов. Дом Жолтовского ознаменовал собой перелом в советской архитектуре, его прозвали «гвоздём в гроб конструктивизма». Здание имеет статус объекта культурного наследия регионального значения. До 1953 года в здании располагалось посольство США. С 2000-х годов в нём размещается головной офис компании АФК «Система».

## Описание
На месте современного дома ранее располагалась церковь Святого Георгия на Красной горке, построенная в XVII веке в устье Успенского вражка, впадавшего в этом месте в Неглинную. В 1932 году храм был снесён в связи с запланированным на его месте жилищным строительством. В том же году Моссовет заказал проект жилого дома для своих сотрудников архитектору И. В. Жолтовскому. Поскольку Архитектурно-планировочное управление, согласовывавшее все постройки в Москве, являлось одним из подразделений заказчика, проект не проходил необходимых согласований на предмет соответствия действовавшим нормам и правилам строительства. Строительство здания поручили 16-й конторе треста Мосжилстрой. Постановка дома отсекла трассу запланированной в планах «Новая Москва» к прокладке Ново-Тверской улицы, которая должна была пройти по линии бывшего русла Успенского вражка параллельно Тверской улице. В то же время здание формировало новый фронт застройки узкой в то время Моховой улицы, которую предполагалось превратить в Аллею Ильича — широкую парадную магистраль, ведущую к проектировавшемуся Дворцу Советов. Начатое в 1932 году строительство вели ударными темпами и к 1 мая 1934 года дом был готов.
Стоимость строительства здания составила 3,809 млн рублей, стоимость одного квадратного метра общей площади дома - 1814 рублей, что на порядок превышало среднюю стоимость жилищного строительства по стране. 

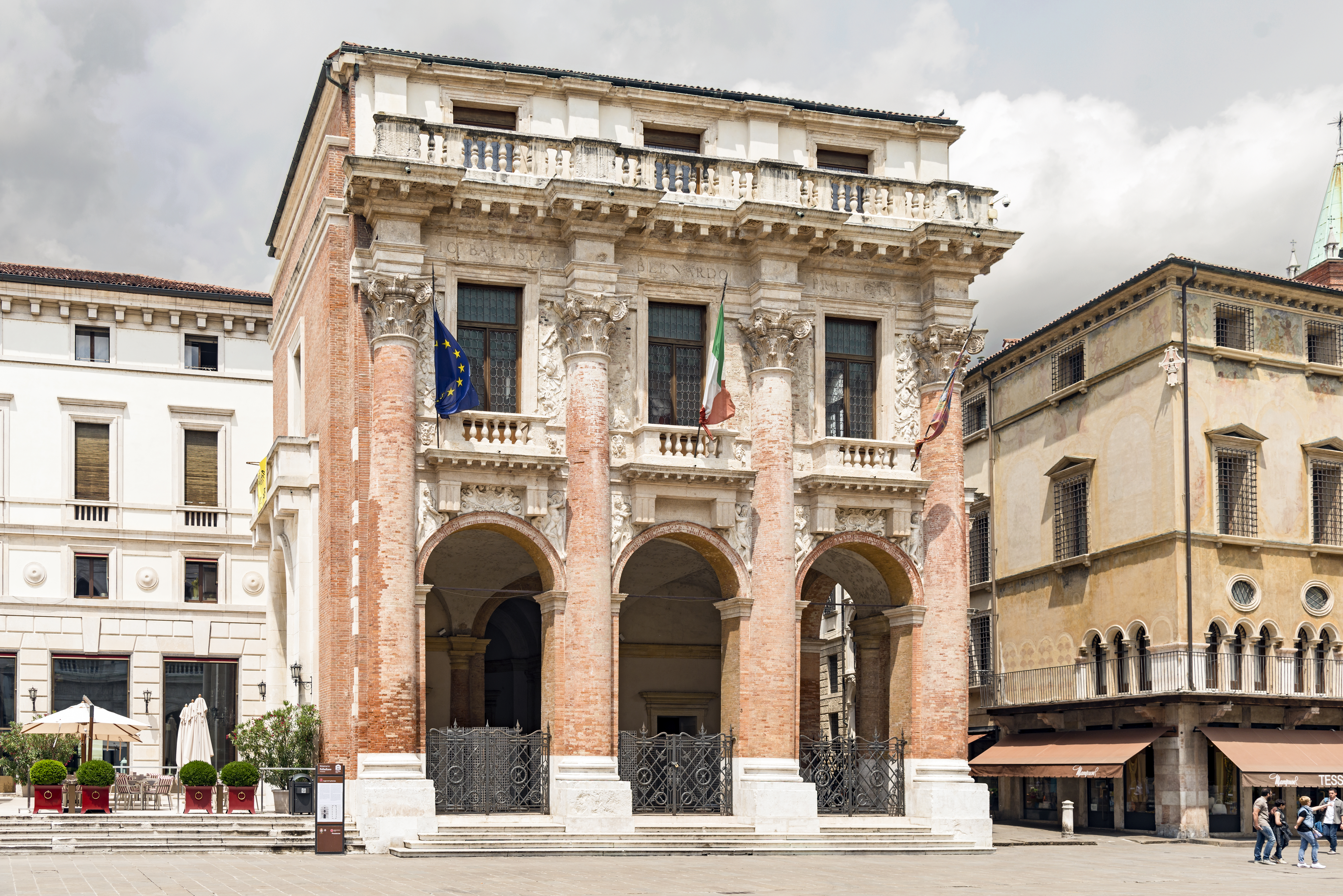
Палаццо дель Капитаниато.
Архитектор А. Палладио

Основная, выступающая вперёд в виде огромного ризалита часть дома решена в большом ордере и крупных пластических формах; фасад изначально рассчитан на обозрение с дальних точек зрения и вписан в линию застройки от Театральной площади до Государственного музея изобразительных искусств, где общим композиционным элементом является колоннада Большого театра. Выступающая часть дома напоминает постройки особо почитавшегося Жолтовским итальянского зодчего XVI века Андреа Палладио в Виченце — Лоджию дель Капитаньо и Палаццо Вальмарана. На задвинутых вглубь квартала боковых крыльях архитектор использовал малый ордер, чем дополнительно подчеркнул центральную часть постройки. Согласно проекту, по бокам дома планировалось соорудить стенки, отделяющие его от соседних строений, однако это не было реализовано: правое боковое крыло смыкается со зданием гостиницы «Националь», левое — примыкает к неоклассическому зданию Геологического факультета МГУ.
В основе конструкции дома — семиэтажный железобетонный каркас с мерным рядом оконных проёмов, который Жолтовский искусно «замаскировал» различными декоративными элементами, выполненными из фактурных плит, тонированных под песчаник. В простенках между окнами главного фасада поставлены восемь поднимающихся до уровня пятого этажа полуколонн с хорошо развитыми композитными капителями и фустами, расчерченными под каменные блоки. Шестой этаж выглядит как сложный раскрепованный антаблемент, в котором роль метоп выполняют оконные проёмы, и завершается сильно вынесенным вперёд карнизом, служащим основанием для балкона седьмого этажа, переходящего и на боковые крылья. Простенки седьмого этажа центрального ризалита оформлены плоскими пилястрами, стены боковых частей дома оставлены гладкими; здание венчает карниз с узкими горизонтальными тягами. Срединная ось дома выделена полуциркульной аркой ворот высотой в два этажа, верх которой оформлен замко́вым камнем.
Не все идеи И. В. Жолтовского по внешнему оформлению жилого дома были реализованы в натуре. Так, согласно проекту на крыше по линии колонн должны были стоять восемь статуй, изображающих людей различных профессий, которые заказали лучшим московским скульпторам (Мухиной, Яковлеву, Шадру, Крандиевской), но не успели выполнить к моменту сдачи дома в эксплуатацию. Не были выполнены и скульптуры по сторонам входных дверей на боковых крыльях, барельефы в межэтажных фасадных плоскостях чётвёртого и пятого этажа обоих крыльев (на левом — колосья, валы и механизмы, на правом — шестерёнки), не сделаны закрывающие арку кованые створки ворот и ограда палисадника по улице.
В центральной секции были запроектированы одно- и двухуровневые квартиры из трёх-четырёх комнат. В боковых крыльях располагались одно-двухкомнатные квартиры. Во многих квартирах были предусмотрены отдельные комнаты для прислуги. Потолки были украшены росписями, каждая дверь имела индивидуальный рисунок. Жолтовскому удалось добиться высокого качества строительных работ.

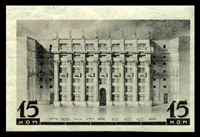
Посольство США в СССР на почтовой марке СССР, 1937 г.

Построенное в классическом стиле здание архитектор намеренно противопоставил авангарду и различным промежуточным течениям. Он хотел на примере этого здания продемонстрировать художественные преимущества классики. По воспоминаниям Алексея Щусева, Жолтовский говорил: «Я выступаю с классикой на Моховой, и если я провалюсь, то провалю принципы классики».
О доме Жолтовского активно писали в печати. В мае 1934 года на творческой дискуссии обсуждалась выставка архитектурных проектов мастерских Моссовета, «гвоздём» которой стал дом Жолтовского. Виктор Веснин отзывался об этом проекте весьма критически: «Я начну с „гвоздя“ выставки. По поводу этого „гвоздя“ было много острот, говорили, что это „гвоздь“ в гроб конструктивизма… Да, это гвоздь выставки, который вошел очень крепко в головы всех архитекторов. Это гвоздь, который нужно выдернуть». По мнению Веснина, построенное в стилистике XVI века здание выглядело диссонансом в советской Москве. Кроме того, он обратил внимание, что Жолтовский плохо продумал решение практических проблем проживания. Критики также отмечали, что в доме «крайне неудачная планировка и освещение ряда квартир». По мнению архитектора Ивана Фомина, Жолтовский не привнёс ничего нового в классическую архитектуру. В то же время большинство участников дискуссии, включая Алексея Щусева, положительно оценили проект Жолтовского.

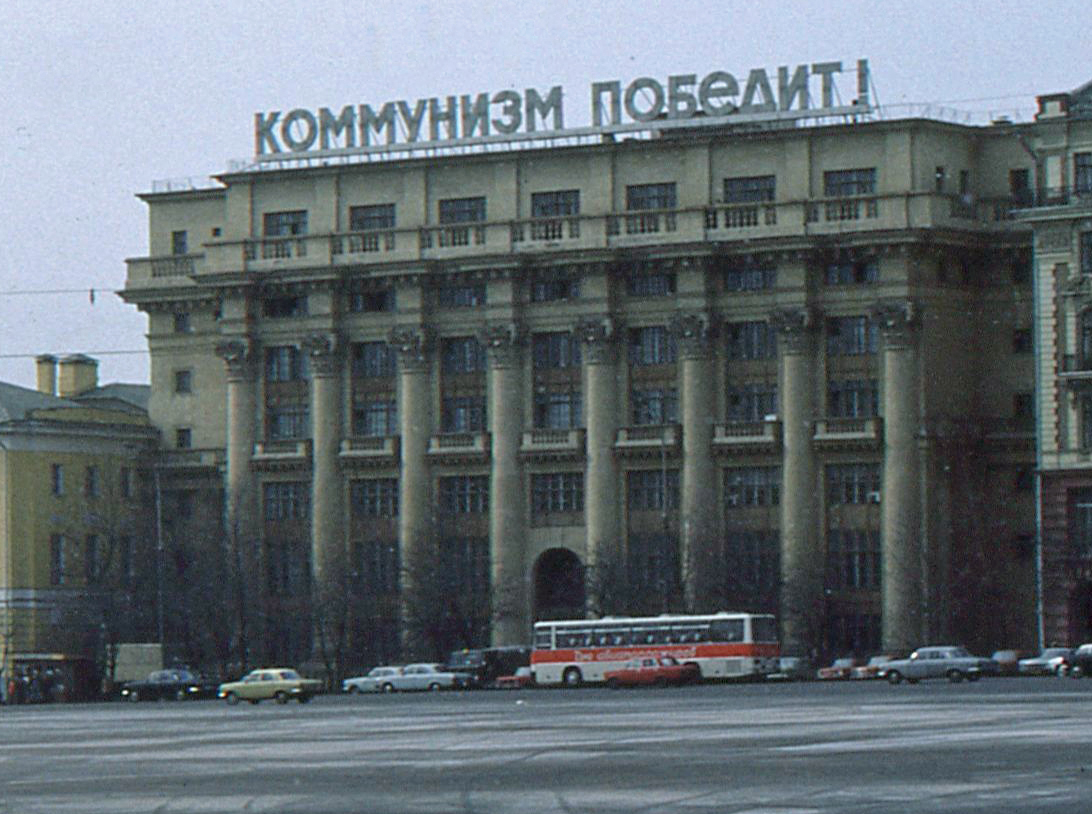
Здание ВАО «Интурист», 1984 год

Дом Жолтовского стал примером для многих архитекторов. С середины 1930-х годов на смену конструктивизму в СССР пришёл советский монументальный классицизм.
Хотя дом Жолтовского изначально строился как жилой, его отдали посольству США. В Интернете имеется большое количество высококачественных цветных фотографий сделанных Мартином Манхоффом, служившим атташе при посольстве США с 1952 до 1954 года. На многих фото можно увидеть данный дом, а также ракурсы сделанные с его стороны, в том числе с верхних этажей здания. Фото были недавно опубликованы американским историком по имени Дуглас Смит (Douglas Smith). Найти множество фотографий можно по ключевой фразе "Douglas Smith, Moscow".
В 1953 году здание передали «Интуристу», а на крыше появились большие буквы лозунга «Коммунизм победит!», который убрали в 1990 году.
В 2007 году проводилась реконструкция здания, после которой нетронутой осталась только часть фасада. У дома снесли все внутренние перекрытия, надстроили верхний этаж, исказив оригинальный проект Жолтовского. Во дворе на месте пристройки 1960-х годов была сооружена новая секция, соединённая с историческим зданием. В доме Жолтовского разместился головной офис компании АФК «Система».

## Галерея

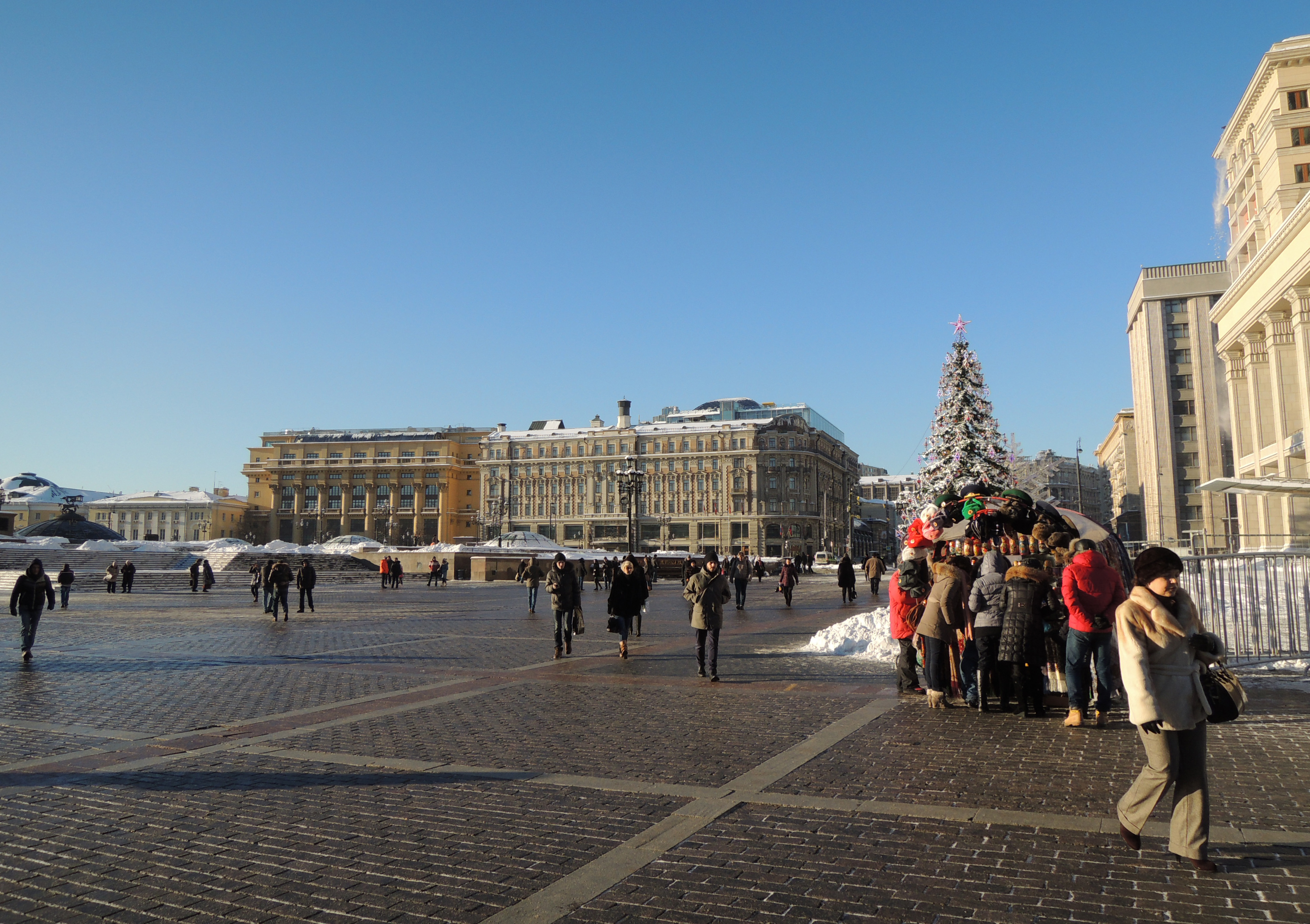
Вид со стороны Манежной площади
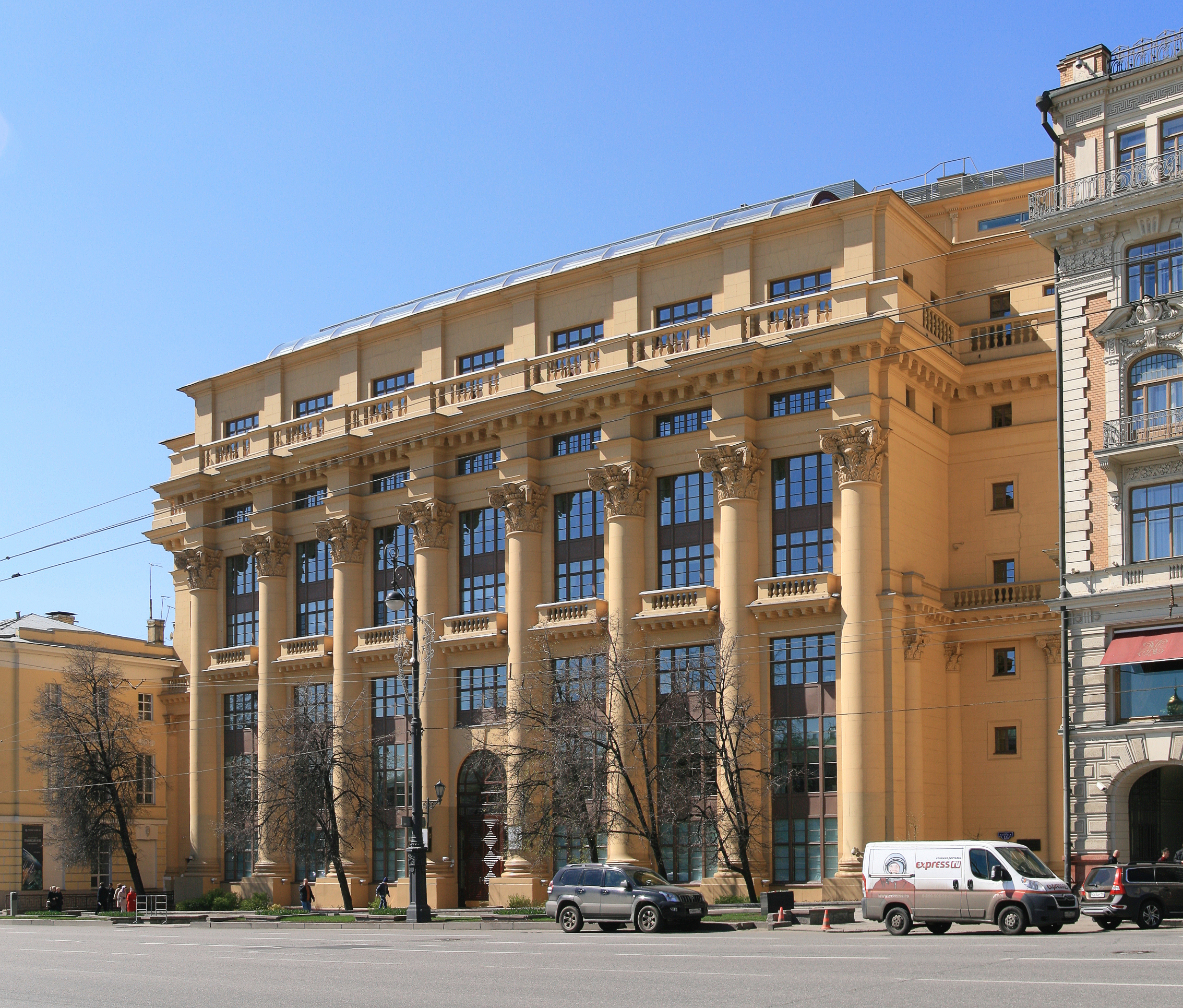
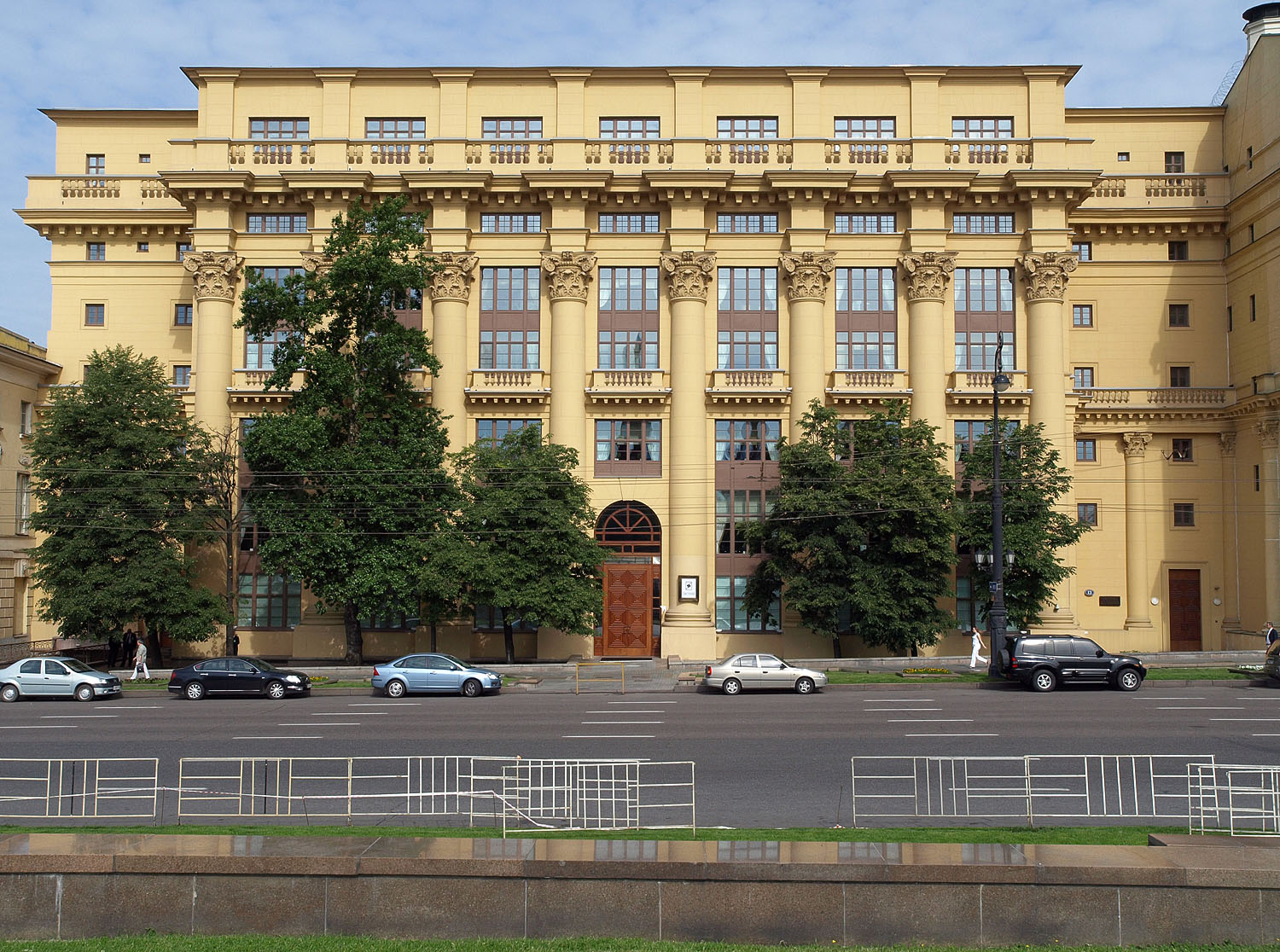
Главный фасад